# Thomas J. D. Fuller
Pour les articles homonymes, voir Thomas Fuller.
Thomas James Duncan Fuller (17 mars 1808 - 13 février 1876) est un homme politique de l'Maine qui siège à la Chambre des représentants des États-Unis.

## Biographie
Fuller est né à Hardwick dans le Vermont. Il étudie le droit et est admis au barreau en 1833. Il s'installe à Calais dans le Maine et devient actif au sein du Parti démocrate-républicain (alors appelé républicain, plus tard démocrate) .
Il est élu en tant que démocrate au 31e Congrès, réélu trois fois et sert du 4 mars 1849 au 3 mars 1857. Il est président de la commission du commerce lors du 33e Congrès.
Au Congrès, Fuller s’aligne sur les démocrates du nord qui soutiennent des concessions sur la question de l’esclavage afin d’empêcher les États du sud de faire sécession. Il vote en faveur de la Loi sur les esclaves fugitifs de 1850. Il propose sans succès un amendement à la Loi Kansas-Nebraska qui aurait laissé aux législatures territoriales plutôt qu’au gouvernement fédéral le pouvoir d’autoriser ou non l’esclavage, autorisant de fait l’esclavage au nord de la ligne Mason-Dixon. Fuller vote donc contre la Loi Kansas-Nebraska.
Alors que le Maine se tourne de plus en plus contre l’esclavage et que le parti républicain nouvellement formé gagne en influence, Fuller est de plus en plus en décalage avec ses électeurs. Il décide de ne pas se représenter en 1856.
Il est nommé par le président James Buchanan comme deuxième vérificateur du Trésor et exerce la fonction du 15 avril 1857 au 3 août 1861. Il s’engage ensuite dans la pratique du droit. Pendant la guerre de Sécession, Fuller soutient l’Union.
Il est mort près d’Upperville, en Virginie, le 13 février 1876 après être tombé malade en rendant visite à son fils. Il est enterré au cimetière d’Oak Hill à Washington, D.C.

## Source
- (en) Cet article est partiellement ou en totalité issu de l’article de Wikipédia en anglais intitulé « Thomas J. D. Fuller » (voir la liste des auteurs).